# Árva László (színművész)
Árva László (Nagyléta, 1943. augusztus 17. –) magyar színész.

## Életpályája
A Debreceni Tanítóképző Főiskolán 1964-ben diplomázott, majd rövid ideig tanított is. Színészi pályája 1968-tól a Békés Megyei Jókai Színházban indult. 1970-től a debreceni Csokonai Színházhoz szerződött. 1972-től az Állami Déryné Színház társulatával lépett fel. 1974-től ismét Debrecenben játszott. 1976-tól a Veszprémi Petőfi Színház, 1983-tól a szolnoki Szigligeti Színház színművésze volt.

## Fontosabb színházi szerepei
- William Shakespeare: Antonius és Kleopatra... Katona
- William Shakespeare: III. Richárd... Sir Robert
- William Shakespeare: Vízkereszt vagy amit akartok... Egy tengerészkapitány, Viola barátja
- William Shakespeare: Ahogy tetszik... Első tiszt
- Carlo Collodi: Pinokkio... Gazda
- Bertolt Brecht – Kurt Weill: Koldusopera... Fűrész Róbert
- Luigi Pirandello: IV. Henrik... Harald
- Lope de Vega: A kertész kutyája... Octavio, Diana háznagya
- Ion Luca Caragiale: Az elveszett levél... Ionescu, néptanító
- Gabriel García Márquez: Száz év magány... Hadbíró
- Henrik Ibsen: A vadkacsa... Groberg, könyvelő
- Anton Pavlovics Csehov: A sirály... Jakov
- Anton Pavlovics Csehov: Cseresznyéskert... A táncoslábú postamester
- Anton Pavlovics Csehov: A meggyeskert... Firsz
- Nyikolaj Vasziljevics Gogol: A revizor... Fjodor Andrejevics
- Borisz Leonyidovics Paszternak: Doktor Zsivago... Gordon
- Gerhart Hauptmann: A bunda... Mitteldorf
- Franz Kafka: A kastély... Lasemann, tímármester
- Heinrich von Kleist: Homburg hercege... Tiszt
- Katona József: Bánk bán... Myska bán
- Móricz Zsigmond: Nem élhetek muzsikaszó nélkül... Gergő, öreg kocsis
- Molnár Ferenc: Az üvegcipő... Gál, kapitány; Rendőrorvos
- Karinthy Ferenc: Házszentelő... Rozsos Henrik
- Schwajda György: Ballada a 30l-es parcella bolondjáról... A mandzsettás, a bolond árnya
- Schwajda György: Miatyánk... A gabonakereskedő
- Lázár Ervin: A kisfiú meg az oroszlánok... Dr. Kis János
- Bakonyi Károly - Szirmai Albert - Gábor Andor: Mágnás Miska... Leopold, inas
- Hubay Miklós - Ránki György - Vas István: Egy szerelem három éjszakája... Légós
- Kálmán Imre: Marica grófnő... Grosavescu
- Jacobi Viktor: Leányvásár... Kapitány
- Jacques Offenbach: Szép Heléna... Spárta hőse

## Filmek, tv
- A stiglic (1980)
- Özvegy és leánya (sorozat)

- Leányrablás című rész (1983)
- Kisváros (TV Series)

- Középkori játékok című rész (1997)
- Anarchisták (2001)
- Numero (2002)
- Ebéd (2005)
- A fény ösvényei (2005)